# Horace Robertson
Sir Horace Clement Hugh Robertson (29 de Outubro de 1894 – 28 de Abril de 1960) foi um oficial do Exército Australiano que serviu na Primeira Guerra Mundial, na Segunda Guerra Mundial e na Guerra da Coreia. Foi um dos primeiros graduados do Real Colégio Militar, em Duntroon, a chegar às patentes de Major-general e Tenente-general.